# Doktor Faust
För andra betydelser, se Faust.

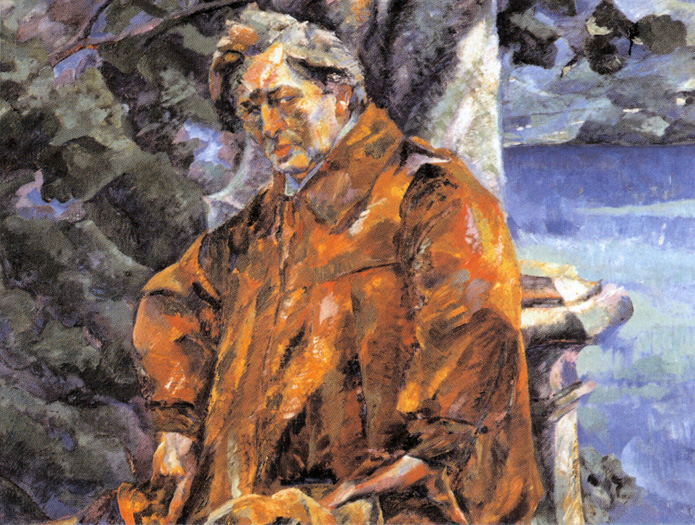
Porträtt av Busoni från 1916.

Doktor Faust är en opera (Dichtung für Musik) i sex tablåer (två förspel, ett mellanspel och tre huvudscener) med musik av Ferruccio Busoni och libretto av tonsättaren, som bygger på ett gammalt marionettspel och Christopher Marlowes Dr. Faustus, men inte på Goethes drama.

## Historia
Busoni såg sig själv som en Faustnatur. Han blev också inspirerad av Franz Liszts symfoniska orkesterverk Faustsymfonin. Redan 1906 funderade han på att tonsätta Fausttemat och ville tillsammans med diktaren Gabriele D'Annunzio skriva en opera om Leonardo da Vinci, som han beundrade som "den italienske Faust". Mellan 1910 och 1914 skrev han librettot och från 1916 till sin död 1924 var han sysselsatt med tonsättningen som blev ofullbordad. Busoni hade skrivt rent partituret så när som på några små luckor. Operan avslutades av hans elev Philipp Jarnach. I senare tid, 1982, kompletterades operan av Antony Beaumont med återfunna skisser av Busoni, som tidigare trotts vara förlorade. Operan hade urpremiär på Sächsisches Staatstheater i Dresden den 21 maj 1925 i den version som fullbordats av Philipp Jarnach. Den svenska premiären ägde rum på Stockholmsoperan den 14 maj 1969.
Busoni eftersträvade inte något genomgående handlingsförlopp, utan lät musiken få stor frihet. Som förlaga tjänade en marionettversion av folksagan Doktor Faustus, samma folksaga som Goethes Faust bygger på. Redan existerande kompositioner blandades med nykomponerad musik, för att därigenom betona musikens formella egenvärde och inte bara göra den till en scenens och ordets tjänare. Operan blev aldrig skolbildande. Men Busonis estetiska idéer gav eko i såväl neoklassicismen som i det sena 1900-talets antioperor (sceniska verk med en blandning av mysteriespel och happenings av Mauricio Kagel, György Ligeti, Karlheinz Stockhausen och andra).

## Personer
- Diktaren (talroll)
- Doktor Faust (baryton)
- Wagner, hans lärjunge, senare rector magnificus (baryton)
- Mefistofeles (tenor)
- Hertigen av Parma (tenor)
- Hertiginnan av Parma (sopran)
- Ceremonimästaren (bas)
- Flickans bror, soldat (baryton)
- En löjtnant (tenor)
- En teolog (bas)
- En jurist (bas)
- En naturvetenskapsman (baryton)
- Tre studenter från Krakow (en tenor och två basar)
- Sex studenter i Wittenberg (Fyra tenorer och 2 baryton)
- Den blyge (bas)
- Fem anderöster (baryton)
- Levis (baryton)
- Asmodeus (baryton)
- Belzebub (tenor)
- Megäros (tenor)
- Tre kvinnoröster (sopran, mezzosopran och alt)

## Handling
Operan utspelar sig i Wittenberg, Tyskland och i Parma, Italien under 1400-talet.
Förspel I: Faust experimenterar förgäves med att vinna magiska krafter. Av tre studenter från Prag får han magiboken Clavis Astartis Magica, som ska ge honom besked om hur man kommer i kontakt med överjordiska krafter.
Förspel II: Med hjälp av magiboken lyckas Faust mana fram en tjänare från helvetet. Mephistopheles vet hur han ska gå till väga för att behaga Faust. Som prov på sitt kunnande dödar han fordringsägaren utanför den lärdes dörr. Medan påskklockorna ringer undertecknar Faust den pakt med djävulen som ska uppfylla alla hans önskningar och i gengäld få Fausts själ.
Intermezzo: I Wittenbergs domkyrka bönfaller en soldat Gud om att visa honom den skändlige man som  har förfört hans syster och därmed drivit henne till självmord. Faust tjuvlyssnar till bönen och önskar att soldaten ska undanröjas. Strax stormar beväpnade män kyrkan och dödar soldaten som påstås ha mördat deras kapten.
Huvudspel
Scen 1. Hertigen av Parma har till sitt bröllop bjudit in den berömde magikern Faust. Med Mephistopheles hjälp gör Faust med sina konststycken intryck på bröllopsgästerna och i synnerhet på hertiginnan. Han förvandlar dag till natt och låter på begäran framkalla bibliska gestalter. Hertiginnan underkastar sig Faust och följer honom viljelöst medan Mephistopheles i hovkaplanens skepnad blidkar hertigen.
Scen 2. På ett värdshus i Wittenberg blir Faust indragen i ett meningsutbyte mellan protestantiska och katolska studenter. När de grälande väl har lugnat sig, vill de ta del av Fausts erfarenheter av kvinnor. Denne erinrar sig kärleken till hertiginnan. Mephistopheles underrättar honom om att hon, som han en gång älskade, nu är död och visar honom hennes "sista gåva": ett dödfött barn. Djävulen förvandlar det döda barnet till en halmkärve som fattar eld, och i lågorna visar sig idealbilden av en kvinna: den sköna Helena. Faust vill omfamna skepnaden men den försvinner. Han blir medveten om livets förgänglighet och om hur obetänksamma hans handlingar har varit. Minnen ur barndomen väcks till liv och får honom att önska sig att kunna börja om. Men tre studenter från Prag, helvetets utsända, tillkännager hans nära förstående död.
Scen 3. En vinterkväll. Studenterna firar att Fausts tidigare lärjunge, Wagner, har utnämnts till Rektor Magnificus. Faust har återvänt till sin hemstad och på trappan till sitt gamla hus upptäcker han en tiggerska med barn, en uppenbarelse av hertiginnan. Hon ger honom det döda barnet. Förtvivlad skyndar Faust till domkyrkan, men den döde soldaten ställer sig i hans väg. Han lyckas ändå nå fram till krucifixet, men finner inga ord för sin bön. Mephistopheles förvandlar den korsfäste till en skenbild av Helena. I dödsögonblicket skänker Faust sin själ till det döda barnet och i barnets ställe reser sig en yngling. Mephistopheles finner nu bara Fausts själlösa kropp.

## Inspelningar (urval)
- Doktor Faust. Hampson, Groissböck, Kunde, Macias, Trattnigg. Chor und Orchester der Oper Zürich. Philippe Jordan, dirigent. Arthaus DVD 101 283. 2 dvd.[2]